# Danima banksiae
Danima banksiae är en fjärilsart som beskrevs av Lewin 1822. Danima banksiae ingår i släktet Danima och familjen tandspinnare. Inga underarter finns listade i Catalogue of Life.

## Bildgalleri

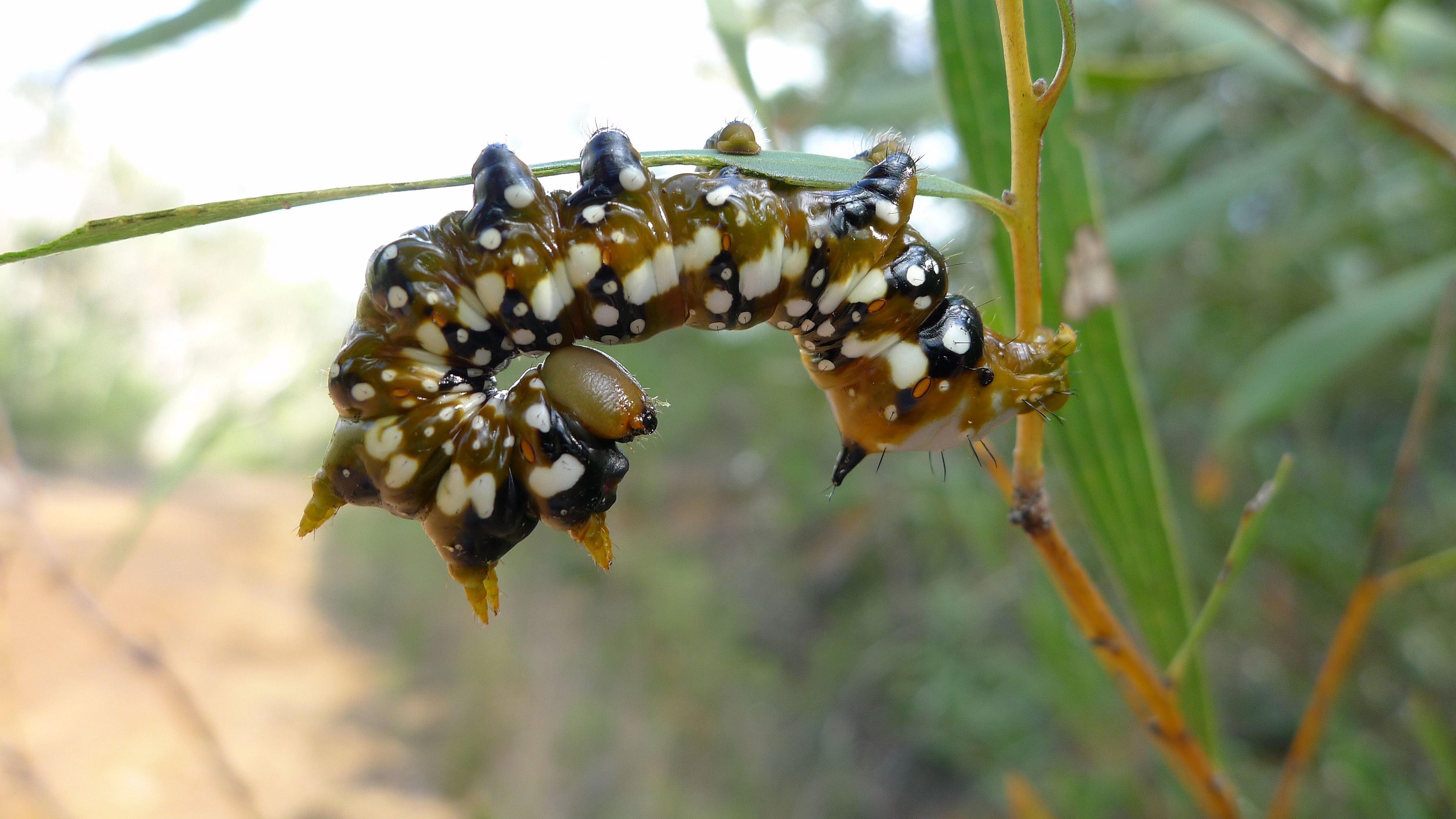